# فرهنگ طیفی
فرهنگ طیفی یک فرهنگ لغت به زبان فارسی (فارسی به فارسی) تألیف جمشید فراروی است که برای یافتن واژه‌های مترادف و کلماتی که به‌خاطر نمی‌آوریم استفاده می‌شود؛ واژه‌هایی که، به زبان خودمانی، نوک زبانمان است و با کمک گرفتن از لغات مترادف یا مرتبط با آن در کتاب فرهنگ طیفی، آن لغات به یادمان می‌آید.

## مشخصات
این فرهنگ لغت یک‌ جلدی در ۷۴۷ + ۲۴ صفحه را نشر هرمس منتشر کرده‌است. جمشید فراروی نیر آن را گردآوری و تألیف ‌کرده‌است. فرهنگ طیفی چاپ [۱۳۸۷] دارای ۴۵ هزار لغت و عبارت مرکب و اصطلاح و حدود ۹۲ هزار معنی و تداعی آن لغات و اصطلاحات است. فرهنگ طیفی به نام گنج‌واژهٔ طبقه‌بندی لغات و اصطلاحات رایج زبان فارسی هم شناخته شده‌ است.

## کاربرد
نویسندگان و ویراستاران و آنان که واژه، ابزار کارشان است، می‌توانند از این فرهنگ بهره ببرند، زیرا با در دست داشتن سرنخ‌ها (واژگان مترادف، متضاد یا مرتبط با آن چه در ذهن دارند) به آسانی آنچه را که در پی آن‌اند خواهند یافت.
نمایهٔ الفبایی کتاب که نزدیک به نیمی از حجم کتاب را دربرمی‌گیرد، دسترسی به واژگان دلخواه را آسان ساخته‌ است.
مخاطبان فرهنگ طیفی، نویسندگان، مترجمان، محققان و متخصصان کامپیوتر در حیطه ترجمه ماشینی و موتورهای جستجو، خارجیان نوآموز فارسی و ایرانیان خارج از کشور هستند.

## نقد کتاب
به نظر ماهنامهٔ لوح، کتاب فرهنگ طیفی منتشرشده در سال ۱۳۷۸ به‌صورتی روشمندتر از فرهنگ بیان اندیشه‌ها تألیف محسن صبا تهیه شده‌است.
فرهنگ بیان اندیشه‌ها، تألیف محسن صبا، در سال ۱۳۶۶ منتشر شد و نخستین فرهنگ موضوعی (تزاروس) علمی فارسی به فارسی است. (از همان منبع)
با چاپ کتاب با شکل و شمایلی درخور توسط ناشری معتبر (نشر هرمس)... دیگر نمی‌توان این کتاب گران‌قدر را نادیده گرفت.

## تاریخچه
جمع‌آوری این فرهنگ فراوردهٔ ۲۰ سال پژوهش میدانی و علمی مؤلف آن است.

## ساختار کتاب
واژگان فارسی در کتاب فرهنگ طیفی به صورت طبقه‌بندی‌شده، ذیل ۹۹۱ مقوله اصلی (فصل) و حدود ۶۵۰۰ مقوله فرعی (مدخل)، بر اساس ارتباط معنایی در کنار هم آورده شده‌است.